# Corso Roma
Corso Roma è una delle strade più importanti del centro storico della città italiana di Lodi.

## Caratteristiche
La strada ha origine dalla piazza della Vittoria ed ha andamento rettilineo in direzione sud-est, terminando in piazza Zaninelli presso l'antica porta Cremonese (fino all'Unità d'Italia si denominava infatti corso di Porta Cremonese).
In passato il lato orientale del corso era fiancheggiato da portici fino alla chiesa di San Biagio (all'incrocio con l'odierna via Legnano). In seguito tali portici furono soppressi.
Il corso è fiancheggiato da edifici di varie epoche, fra i quali spiccano i palazzi Modignani e Sommariva. L'alto numero di esercizi commerciali lo rende una delle vie più frequentate per il passeggio e per gli acquisti; per tale motivo gran parte del corso costituisce una zona a traffico limitato.